# Burgettstown, Pennsylvania
Burgettstown là một thị trấn thuộc quận Washington, tiểu bang Pennsylvania, Hoa Kỳ. Năm 2010, dân số của thị trấn này là 1388 người.